# IC 2938-2
IC 2938-2 — галактика типу S/P (спіральна галактика) у сузір'ї Лев.
Цей об'єкт міститься в оригінальній редакції індексного каталогу.